# Materialismo dialético

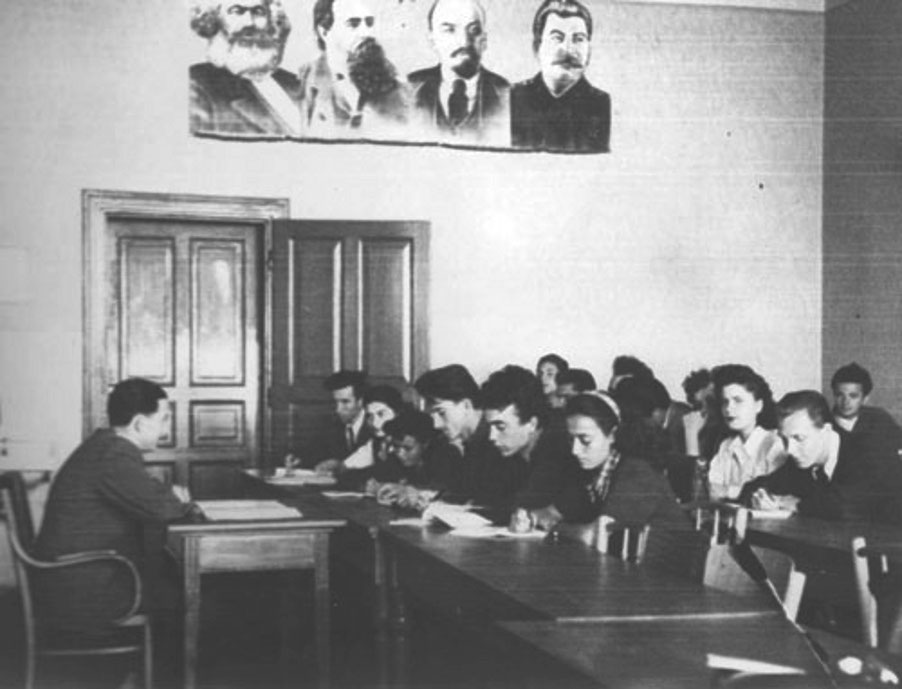
Aula de materialismo dialético com o professor Pavel Apostol, Universidade Victor Babeş, Cluj (1951)

O materialismo dialético ou materialismo histórico-dialético é uma concepção filosófica e método científico que tem o objetivo compreender a realidade a partir das grandes transformações da história e das sociedades humanas, compreendendo que a realidade é concreta, ou seja, é material, e não idealizada. Parte também da concepção de que essa realidade não é imutável e absoluta, mas resultado de um movimento constante de transformação.
Tal método é a base filosófica do marxismo e tem como fontes o materialismo mecanicista da revolução científica e do iluminismo unido à dialética idealista de Georg Wilhelm Friedrich Hegel e negando tanto o mecanicismo da primeira quanto o idealismo da segunda.

## Definição de Materialismo
"As relações sociais são inteiramente interligadas às forças produtivas. Adquirindo novas forças produtivas, os homens modificam o seu modo de produção, a maneira de ganhar a vida, modificam todas as relações sociais. O moinho a braço vos dará a sociedade com o suserano; o moinho a vapor, a sociedade com o capitalismo industrial." - Karl Marx
Ele afirma que o modo pelo qual a produção material de uma sociedade é realizada constitui o fator determinante da organização política e das representações intelectuais de uma época. Assim, a base material ou econômica constitui a "infraestrutura" da sociedade, que exerce influência direta na "superestrutura", ou seja, nas instituições jurídicas, políticas (as leis, o Estado) e ideológicas (as artes, a religião, a moral) da época.
Porém, devem ser interpretados como uma dialética. Não se pode analisar um separado do outro (o material separado do ideal), no caso, a infraestrutura separada da superestrutura. A superestrutura só existe tal como existe por relacionar-se com a infraestrutura e vice versa. Então, por serem uma relação, um só existe tal como é por existir o outro, um, no plano material é o outro no plano ideal. A dialética marxista propõe que tudo o que é criado pelo ser vivo, tanto um produto moral quanto material, não só modela o local ou meio de vivência do indivíduo, como também seu próprio ser, em que o trabalhador ou ser social age e pensa coerentemente com suas condições de vida estabelecidas na sociedade devido aos diferentes tipos de atividades produtivas e sobretudo pela exploração exercida sobre o trabalhador pelo detentor dos meios de produção, para um maior desenvolvimento monetário e obtenção de maior lucro.
Segundo Marx, a base material é formada por forças produtivas (que são as ferramentas, as máquinas, as técnicas, tudo aquilo que permite a produção) e por relações de produção (relações entre os que são proprietários dos meios de produção, as terras, as matérias primas, as máquinas e aqueles que possuem apenas a força de trabalho).

## Definição de Dialética
A dialética marxista postula que as leis do pensamento correspondem às leis da realidade. A dialética não é só pensamento: é pensamento e realidade a um só tempo. Mas a matéria e seu conteúdo histórico ditam a dialética do marxismo: a realidade é contraditória com o pensamento dialético. A contradição dialética não é apenas contradição externa, mas unidade das contradições, identidade: "a dialética é ciência que mostra como as contradições podem ser concretamente idênticas, como passam uma na outra, mostrando também por que a razão não deve tomar essas contradições como coisas mortas, petrificadas, mas como coisas vivas, móveis, lutando uma contra a outra em e através de sua luta.". Os momentos contraditórios são situados na história com sua parcela de verdade, mas também de erro; não se misturam, mas o conteúdo, considerado como unilateral, é recaptado e elevado a nível superior.
A dinâmica HIPÓTESE + DESENVOLVIMENTO + TESE + ANTÍTESE + DIALÉTICA = SÍNTESE, expressa a contundência deste ensinamento, afirmando que tudo é fruto da luta de ideias e forças, que na sua oposição geram a realidade concreta, que, uma vez sendo síntese da disputa, torna-se novamente tese, que já carrega consigo o seu oposto, a sua antítese, que numa nova luta de um ciclo infinito gerará o novo, a nova síntese.

## Resumo
Materialismo dialético ou materialismo filosóficoÉ a lógica analítica fundamentada na generalização das leis que regem a dinâmica dos fenômenos; especialmente na concepção de existência de uma unidade de contrários integrados e auto dependentes, geradores de permanente dinâmica transformadora - seja em quantidades ou qualidades; seja no universo social ou natural. Em síntese, pode ser conceituado como uma teoria de funcionamento dos fenômenos.
Materialismo históricoÉ a lógica analítica fundamentada no materialismo dialético, que concebe a sociedade como resultante de fatores materiais, como economia, biologia, geografia e desenvolvimento científico. Se opõe, portanto, à ideia de que a sociedade seja definida por forças sobrenaturais, divindades, pelo pensamento ou por ideais; e cuja configuração geral é produto dos conflitos entre classes que emanam das formas e das relações de produção.
Marx se opõe ao controle do Estado por religiosos, tendo em vista que as religiões constituem cultura anti-intelectual e por marcantes traços de preferência pela fé, pela crença ou pelo pietismo, em lugar do conhecimento racional, como fatores de desenvolvimento social. Assim, o materialismo histórico não apenas defende ser a religião um produto das relações de produção, em sua maior parte fator de manutenção da estrutura conflitante de classes; mas, sobretudo, que somente a revolução do proletariado, como decorrência do crescente antagonismo de classes presente no modo de produção capitalista, pode reposicionar o poder nas mãos das classes trabalhadoras e implementar a nova estruturação de uma sociedade menos injusta.
Para o marxismo, no lugar das ideias estão os fatos materiais (as formas de produção e as relações de produção), no lugar dos grandes heróis estão as lutas de classes, como fatores determinantes da estrutura e da dinâmica social.
Para Marx, esquematicamente, a sociedade estrutura-se em dois níveis ou componentes fundamentais:
- Primeiro Nível: infraestrutura, constituída basicamente pelas formas de produção material e pelas relações sociais de produção, ou seja, a economia, sendo esta determinante na configuração da sociedade, segundo a concepção histórico-materialista. Relações de produção: relação entre proprietários dos meio de produção e não proprietários dos meio de produção (trabalhadores; ou seja, detentores, apenas, de sua força de trabalho). Entre não proprietários e os meios ou objetos do trabalho - que via de regra não lhes pertencem;
- Segundo Nível: superestrutura político-ideológica; constituída basicamente pelos seguintes elementos:
  - 1 - Aparato jurídico-político, representado pelo Estado (detentor dos mecanismos de controle social) e pelo direito, enquanto regramento de controle social;
  - 2- Estrutura ideológica, referente às formas de consciência social, tais como a religião, a educação, a filosofia, a ciência, a arte, as doutrinas jurídicas, etc.

## Crítica
Karl Popper um dos maiores críticos dogmáticos da dialética, identifica o marxismo e sua dialética como pseudociência primeiro devido a seu caráter especulativo, depois devido a seu suposto caráter metafísico. Karl Popper e outros criticam a dialética mediante o apontamento de que não é ciência, nem corresponde ao método científico. O modelo científico visa atestar ideias através da experimentação. A dialética visa contrapor ideias com ideias, sem a necessidade de nenhuma evidencia. A dialética, como arma retórica, reduz os objetos observados ao antagonismo de tese e antítese, supostamente descartando dados significativos, obliterados pela advocacia de sua perspectiva. O método científico não se valida de antítese. A ciência visa examinar o objeto, sem que exista interferência critica ou especulação. Um físico interessado em examinar as propriedades dos átomos não necessita duvidar de sua constituição, nem precisa construir uma tese ou antítese antes da experimentação, mesmo porque a contradição de uma ideia não sugere seu irredutível aperfeiçoamento teórico. Do contrário; a antítese rompe o ciclo evolutivo da tese, ao propor uma contraposição, como irredutível elemento dissertativo, mesmo que não exista parâmetro para este antagonismo.

## Crítica da crítica
De acordo com Mao Tsé-Tung, a dialética materialista não pode, de fato, ser definida como um método de experimentação científica ou método cientifico; mas, sim, passível de ser conceituada como uma lógica científica, fundamentada na generalização das leis de funcionamento do universo, tanto material quanto social.
O materialismo dialético, portanto, enquanto lógica cientifica, se propõe a estar fundamentado nos princípios gerais da unidade dinâmica que é composta por vetores contrários e sempre presentes em todos os fenômenos. É, assim, um método (fundamentado principalmente na identificação dos componentes contrários ou contraditórios presentes em qualquer unidade dinâmica fenomênica – seja social ou natural, ecológica ou ambiental) analítico baseado na generalização da lógica de funcionamento, evolução, senescência e reestruturação e reformatação dos fenômenos.
A lógica subjacente ao esforço cognitivo realizado para a compreensão do mundo por via do materialismo dialético, pouco se diferencia daquilo que se denomina sabedoria taoista ou taoismo; este basicamente assentado nos conceitos de yin-yang, os quais "expõem a dualidade de tudo que existe no universo". O conceito de yin e yang descreve as duas forças fundamentais opostas e complementares (ou tese e antítese, segundo a dialética) que se encontram em todas as coisas. Igualmente, a lógica subjacente à dialética materialista compreende a diversidade qualitativa dos fenômenos, bem como a transformação duma qualidade em uma outra.
Apesar do justificado fascínio de Karl Popper pela física, campo de máxima expressão científica segundo o filósofo, não se pode considerar razoável reputar àquele campo exclusividade científica; além do que se pode identificar, mesmo ao nível atômico, a ocorrência de forças eletromagnéticas ativas, positivas e negativas; bem como a ocorrência de uma unidade contraditória e interdependente, expressa nas forças de atração (tese ou antítese) e repulsão (antítese ou tese) presentes na dinâmica molecular; que se apresentam numa unidade de contradições em equilíbrio (síntese) precário - ou permanentes em permanecendo constantes as condições relevantes.